# Ба Кунке, Алис
Алис Ба Кунке (урождённая Ба, швед. Alice Bah Kuhnke; род. 21 декабря 1971, Мальмё) — шведский тележурналист, политический и государственный деятель. Член Партии зелёных. Депутат Европейского парламента с 2 июля 2019 года, заместитель председателя фракции «Зелёные — Европейский свободный альянс». В прошлом — министр культуры и демократии Швеции (2014—2019), депутат риксдага (2019).

## Биография
Родилась 21 декабря 1971 года в Мальмё. Родилась в семье отца-гамбийца и матери-шведки.
В 1987—1990 годах училась в средней кафедральной школе в Векшё, была одной из лучших девушек-спринтеров страны. В 1999 году поступила в Стокгольмский университет, где изучала политологию, в 2003 году получила степень бакалавра гуманитарных наук.
В 1992 по 1997 год работала ведущей, репортёром и продюсером на шведском общественном телевидении SVT, где начинала с передачи «Disney Club», с 1998 по 2000 год — ведущей и репортёром на телеканале TV4, где вела своё собственное ток-шоу.
С 2001 по 2004 год она работала в должности директора департамента в страховой компании Skandia Idéer för Livet. С 2004 по 2007 год — генеральный секретарь некоммерческой организации Fairtrade Sverige. С 2008 по 2009 год была операционным директором аналитического центра Sektor3. В сентябре 2009 года по 2013 года — менеджер, отвечающий за вопросы защиты окружающей среды и социальной ответственности в компании ÅF.

## Общественная и политическая деятельность

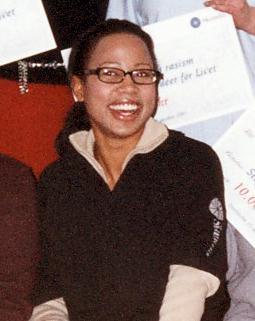
Алис Ба в 2001 году

В 2013 году назначена генеральным директором Swedish Agency for Youth and Civil Society (MUCF) — государственного агентства по делам молодёжи. Она занимала различные должности в неправительственных организациях и консультативных советах, в том числе состояла в синоде шведских церквей (2006—2010) и была вице-президентом шведского отделения Юношеской христианской ассоциации (KFUK-KFUM) в 2009—2011 годах.
3 октября 2014 года, через три дня после вступления в Партию зелёных назначена министром культуры в коалиционном правительстве Лёвена. В январе 2019 года при формировании нового правительства её сменила Аманда Линд.
С 2016 года — член Национального исполнительного комитета Партии зелёных.
По результатам парламентских выборов 2018 года избрана депутатом риксдага в лене Стокгольм от Партии зелёных. До 22 января 2019 года её в риксдаге замещала Анника Хирвонен. Покинула риксдаг после избрания в Европейский парламент.
По результатам выборов в Европейский парламент 2019 года избрана депутатом Европейского парламента. Избрана заместителем председателя фракции «Зелёные — Европейский свободный альянс». После смерти 11 января 2022 года председателя Европейского парламента Давида Сассоли выставила свою кандидатуру на эту должность. Получила 101 голос из 616 на тайном дистанционном голосовании и проиграла Роберте Метсоле, которая получила 458 голосов. Третий кандидат, испанка Сира Рего получила 57 голосов.

## Личная жизнь
В 1998—2002 годах была замужем за телеведущим Хенриком Юнссоном (Henrik Johnsson), вместе с которым в 1996—1997 годах вела детскую программу «Кувшин» (Kannan). Вторым браком замужем за шведским актёром и певцом Йоханнесом Ба Кунке (Johannes Bah Kuhnke; род. 1972) с 2003 года.